# JL-2
Le JL-2, ou Julang-2 (du chinois : « 巨浪-2 » ; pinyin : « Jù Làng-2 », signifiant « immense vague »), est un missile mer-sol balistique stratégique chinois de seconde génération en cours de développement. En raison du secret qui entoure le programme, peu d'informations fiables sont accessibles au grand public, mais le missile est supposé pouvoir délivrer sa charge militaire (unique ou multiple) jusqu'à des portées de 8 000 km maximum.

## Historique
La totalité du programme de conception du JL-2 dura depuis les années 1990 jusqu'au début des années 2010. La désignation primaire du projet était « le nouveau Dongfeng va sous l'eau » (en chinois : 新东风下海), telle qu'elle fut attribué par la Commission de la science, de la technologie et de l'industrie pour la défense nationale et la Commission militaire centrale. Le projet fut mené en coopération avec les 1er et 2e instituts de recherches du ministère de l'industrie aérospatiale.
Le concepteur en chef du projet est Huang Weilu (黄纬禄). Le premier lancement à la mer est estimé avoir eu lieu au milieu du mois de janvier 2001, à partir d'un sous-marin de classe Golf modifié. Le développement a été complexe et a fait face à de nombreux reports de mise en service opérationnel, comme après l'échec du 1er juillet 2004,. La pleine capacité opérationnelle du programme pourrait prendre effet en 2014. Si initialement sa désignation OTAN était CSS-NX-4, un rapport de l'US Air Force de 2013 lui attribua la désignation de CSS-NX-14.

## Caractéristiques
Le concept du JL-2 est essentiellement basé sur celui du missile terrestre DF-31, opérant depuis des véhicules. Pour cette raison, il en partage beaucoup de caractéristiques, comme sa portée opérationnelle. De longs débats ont eu lieu entre divers analystes militaires occidentaux, afin de déterminer si oui ou non le JL-2 était capable de transporter des ogives nucléaires multiples (mirvage). Ces doutes font suite au fait que la Chine n'a jusqu'alors jamais mis en service de missiles mirvés lancés depuis un sous-marin. La plupart des analystes des services de renseignement américains affirment que le missile ne transporte qu'une unique charge nucléaire, alors que ceux de la revue Jane's Defence de l'entreprise Jane's Information Group affirment qu'il peut en embarquer 3 ou 4, sur le JMA, et même jusqu'à 10 sur le JMB, chacune développant une puissance de 90 kT. Lorsque la charge est unique, sa puissance varie de 25 à 1 000 kT.
Contenant deux étages et de conception mixte (propulsion à carburant solide pour le 1er étage et liquide pour le 2e), le JL-2 doit pouvoir apporter à la Chine son premier missile nucléaire de dissuasion crédible aux yeux du monde entier. La portée du missile, pouvant atteindre 14 000 km, permettrait aux Chinois d'atteindre des zones comme l'Alaska, Hawaii, Guam, la Russie, et l'Inde, en lançant le missile depuis les côtes chinoises (mer de Bohai ou mer de Chine méridionale). Il serait également possible de viser directement le continent américain, en supposant que le sous-marin transportant le missile se déplace dans les eaux internationales du Pacifique situées après le Japon. Cela le rendrait de plus indétectable et très difficile à intercepter, tout en réduisant le temps de réponse disponible pour l'ennemi visé.

### Spécifications techniques

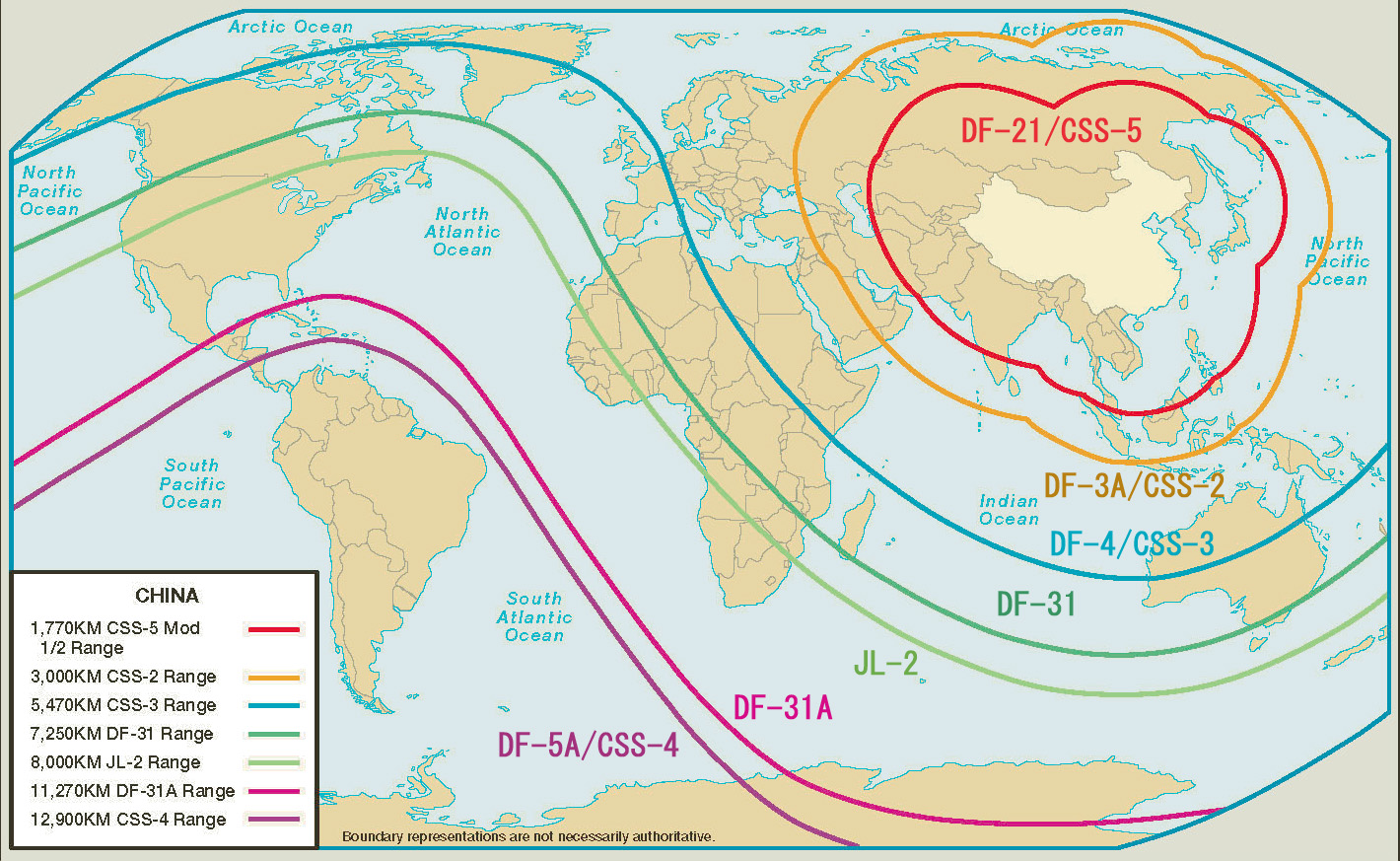
Portée des différents missiles balistiques chinois, dont le JL-2.

#### JL-2
- désignation OTAN : CSS-N-4 /Mod 0[1],[2]
- portée opérationnelle : 8 600 km
- charge militaire : unitaire ou MIRV de 3 à 4 charges de 250 kT
- précision : écart circulaire probable de 80 m
- concepteur : 1er et 2e instituts de recherches du ministère de l'industrie aérospatiale

#### JL-2«Jia»
- désignation OTAN : CSS-N-4 /Mod I[1],[2]
- portée opérationnelle : 12 000 km
- charge militaire : unitaire ou MIRV de 6 à 8 charges de 250 kT
- précision : écart circulaire probable de 80 m (avec guidage par satellite)
- concepteur : 2e institut de recherches du ministère de l'industrie aérospatiale

#### JL-2«Yi»
- désignation OTAN : CSS-N-4 /Mod II[1],[2]
- portée opérationnelle : 13 871 km
- charge militaire : unitaire ou MIRV de 10 charges maximum, de 250 kT de puissance.
- précision : écart circulaire probable de 40 m (avec guidage par satellite)
- concepteur : 2e institut de recherches du ministère de l'industrie aérospatiale

## Versions
Le JL-2 existe en trois sous-versions :
- JL-2 : version expérimentale
- JMA : aussi désignée Jia (en chinois : « 甲 », signifiant « premier »). Version dédiée au tests depuis le sol. Ces trois tirs ont été effectués en 2001, depuis une base de la province de Shanxi, probablement le centre spatial de Taiyuan ou ses environs. Ces tirs ont été réussis.
- JMB : aussi désignée Yi (en chinois : « 乙 », signifiant « second »). Version utilisée depuis les sous-marins. Ce missile a été tiré huit fois en 2002, près de Dalian, par des sous-marins à moteur Diesel de classe Golf modifiés[5]. Ces tirs ont été réussis.

## Carrière opérationnelle
Au mois de janvier 2012, au moins deux sous-marins effectuèrent six tirs de tests près de Dalian. Le 21 août 2012, un sous-marin récent de classe Jin (Type 094) effectua avec succès un tir de test du JL-2 depuis la mer de Bohai,.

## Utilisateur
- Chine : les missiles JL-2 sont embarqués sur les nouveaux sous-marins chinois de classe Jin (Type 094). Ils remplacent l'ancien missile de première génération JL-1, qui fut d'abord déployé sur les vieux sous-marins nucléaires de classe Xia (Type 092).